# José María Pérez Quintana
José María Pérez Quintana (Múrcia, 10 de juny de 1789 – Madrid, 7 de setembre de 1857) va ser un hisendista i polític espanyol, ministre durant la minoria d'edat d'Isabel II d'Espanya.

## Biografia
Comença la seva carrera funcionarial en 1799 com a administrador de les Fàbriques de Salitre, de les que en fou cap d'intendència durant la guerra del francès. Després fou secretari per a la Reforma d'Hisenda, en 1819, intendent de Província. Aquest any va ingressar a la Real Sociedad Económica Matritense de Amigos del País, de la que en seria vicesecretari. En 1820 va ser nomenat oficial del Departament de Foment i en 1822 va rebre l'Orde de Carles III. Els eu suport al trienni liberal provocà que hagués d'exiliar-se a Gibraltar, però en 1824 va poder tornar i en 1829 va ajudar al general José Ramón Rodil y Campillo a fundar el Cos de Carrabiners.
El 1832 fou nomenat director interí de Rendes en 1832 i sotssecretari d'Hisenda en 1837. Amb aquesta condició va ocupar entre l'1 i el 7 d'octubre el càrrec de  ministre d'Hisenda. A més va ser Senador per Granada entre 1837 i 1838, per Jaén en 1840, per Lugo entre 1843 i 1845 i senador vitalici des d'aquest últim any. El 1845 fou nomenat conseller reial, tot i que un atac cerebral el va deixar impedit per continuar amb normalitat la seva activitat.